# Economías de densidad
En microeconomía, las economías de densidad expresan los ahorros resultantes derivados de la proximidad espacial de los oferentes o proveedores. Típicamente, densidades de población más altas permiten sinergias a la hora de proveer servicios, permitiendo costes unitarios menores.  Si existen grandes economías de densidad, hay un incentivo para que las personas se concentren y aglomeren.
Las economías de densidad no deben ser confundidas con las economías de escala, donde los costes unitarios no están enlazados a propiedades espaciales.

## Ejemplos
Los ejemplos típicos se encuentran en sistemas de logística tales como la distribución de bienes (p. ej. entrega de correo). Infraestructuras de red tales como la electricidad o las redes de gas muestran también economías de densidad.